# 에이바르
에이바르(바스크어: Eibar, 스페인어: Éibar)는 스페인 바스크 지방의 주인 기푸스코아주의 도시로, 인구는 27,404명(2007년 기준), 면적은 24.78km2이다.
현재 프리메라 리가에 소속된 팀인 SD 에이바르의 연고지이기도 하다.

## 갤러리

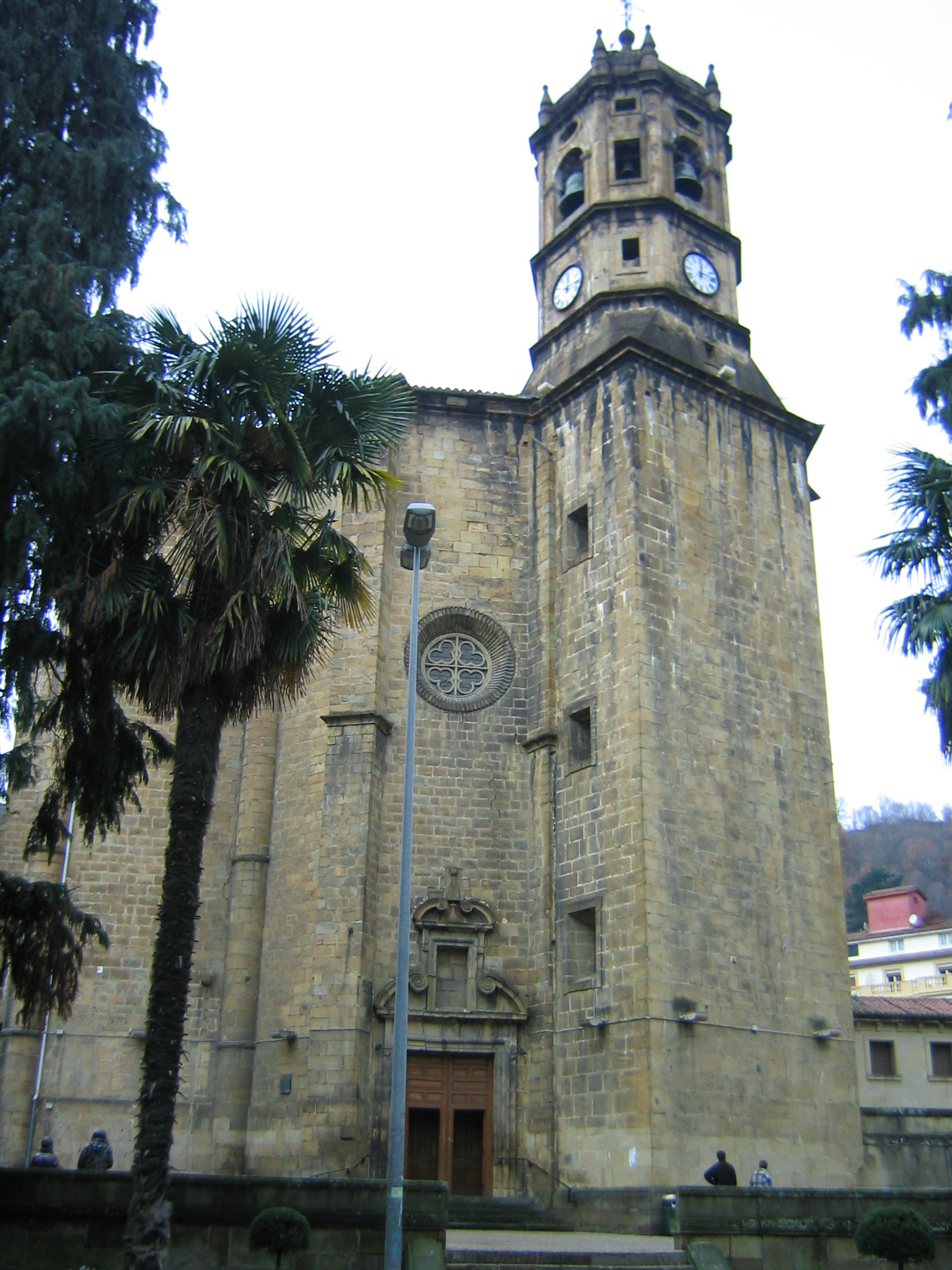
산 안드레스 성당
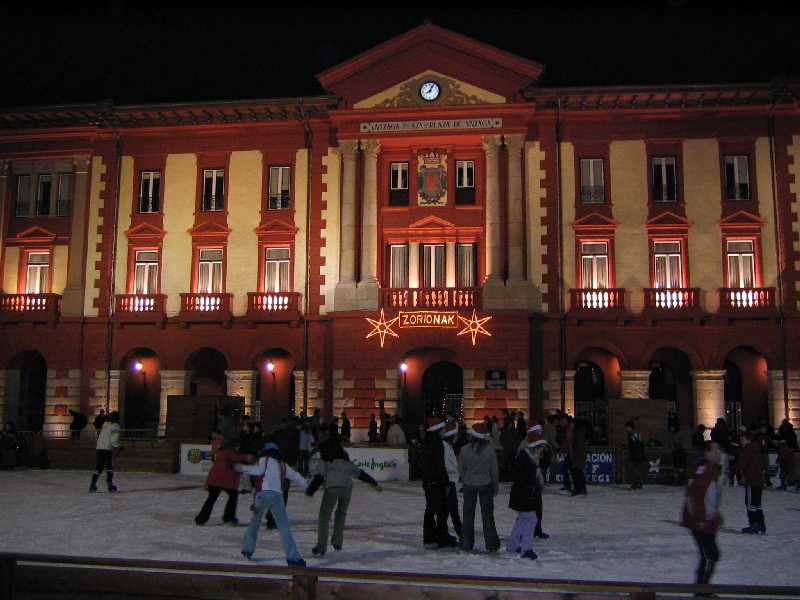
운차가 광장과 에이바르 시청사
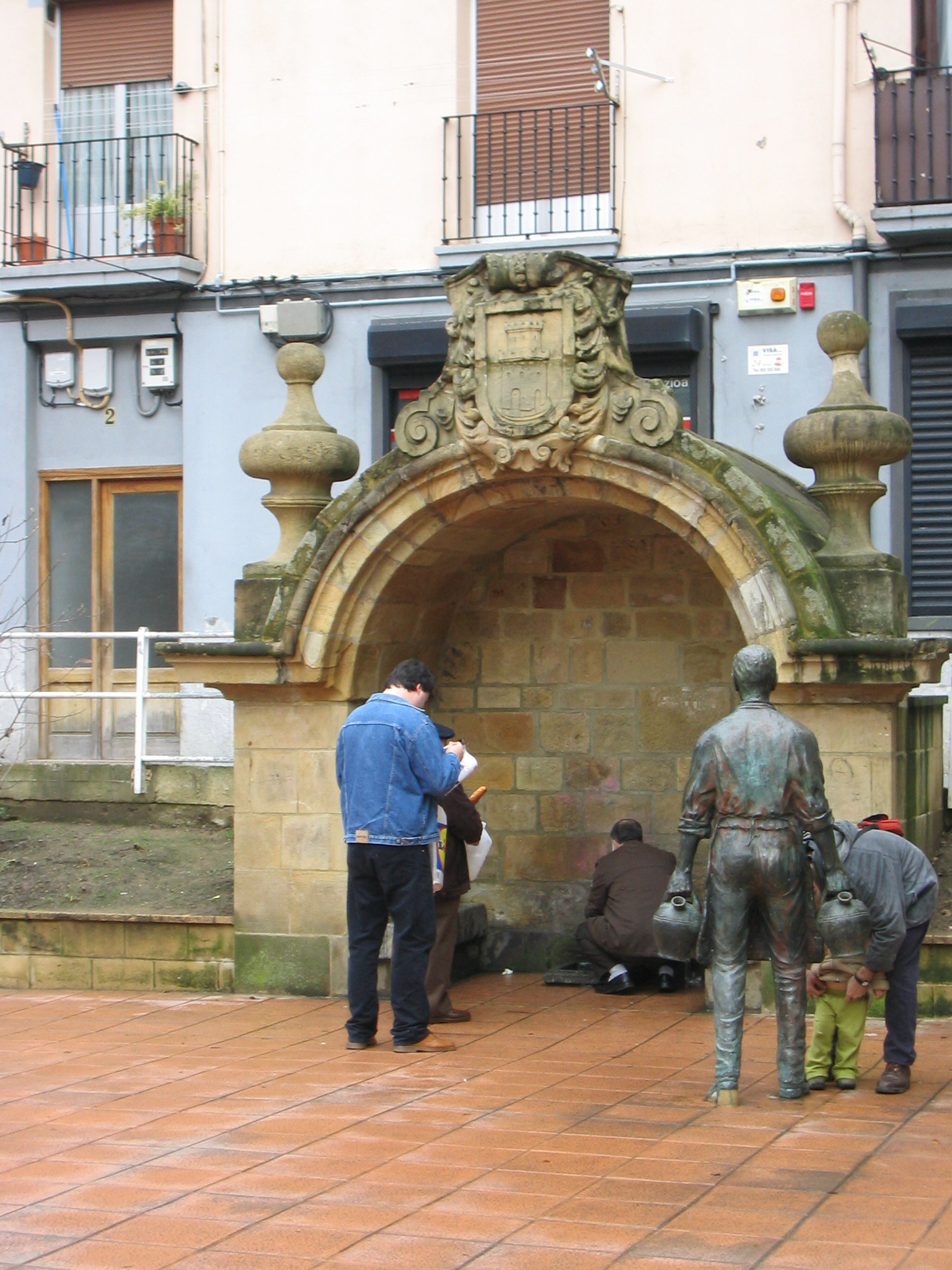
우르키주 분수